# Phylloptera maculosa
Phylloptera maculosa är en insektsart som först beskrevs av Hermann Burmeister 1838.  Phylloptera maculosa ingår i släktet Phylloptera och familjen vårtbitare. Inga underarter finns listade i Catalogue of Life.